# Milena Mariano
Milena Batista Mariano Silva (28 de janeiro de 2000) é uma jogadora de rugby sevens brasileira.

## Biografia
Milena fez parte da equipe que conquistou o bronze nos Jogos Pan-Americanos de 2023. Ela foi convocada para a seleção nacional nos Jogos Olímpicos de Verão de 2024 em Paris. Atualmente joga pelo clube paulistano São José Rugby.